# London Games Week
Die London Games Week war eine vom Medienunternehmen CMP im Jahr 2003 ins Leben gerufene Veranstaltungswoche in der britischen Hauptstadt London rund um das Thema Computerspiele. Mit den sowohl an Konsumenten als auch an Entwickler, Publisher und Händler gerichteten Veranstaltungen in der letzten Augustwoche bzw. ersten Septemberwoche sollte die Präsenz der Unterhaltungssoftware-Industrie in der Öffentlichkeit und den Medien erhöht werden.
Im Zentrum des größten europäischen Computerspiel-Events stand dabei vor allem die Spielemesse ECTS, daneben die Entwicklerkonferenz Game Developers Conference Europe und Sonys Verbraucherveranstaltung PlayStation Experience. Ergänzt wurden diese Veranstaltungen durch verschiedene weitere Pressekonferenzen, Feiern und Preisverleihungen wie dem Entertainment Software Charity Ball, Games Market und den Develop Awards in Kensington.
Fernseh- und Radiosender und Zeitungen berichteten ausführlich über die verschiedenen Veranstaltungen. Koordiniert wurde die Berichterstattung in einem Medienzentrum von der Public-Relations-Agentur Bastion.
Der britische Publisher-Verband ELSPA, der die London Games Week 2003 noch unterstützt hatte, initiierte im Jahr darauf die Konkurrenz-Veranstaltung London Interactive, die auch von Bürgermeister Livingstone unterstützt wurde und zeitgleich mit der London Games Week 2004 abgehalten wurde. Im Jahr 2005 gab Veranstalter CMP seinen Rückzug aus Großbritannien bekannt, was auch das Ende der Spielemesse ECTS bedeutete. Da die ECTS jedoch der Mittelpunkt der London Games Week gewesen war, und vermutlich auch aufgrund der erfolgreicheren Veranstaltung London Interactive, fand die London Games Week seitdem nicht mehr statt.

## Frühere Jahre
The Soho Project, das Spielern die Möglichkeit bot, an einem Massen-"Reality Game" auf den Straßen von Soho teilzunehmen, über die Website.
Games AV - eine Live-Konzert-, Screening- und Clubnacht mit Musikern, DJs, VJs, Filmemachern, Animatoren und digitalen Künstlern, deren Arbeit von der Videospielkultur geprägt wurde.
Sense of Play lief jährlich als Teil des Fringe von 2005–2007. Jede Veranstaltung war ein eintägiges Symposium, das sich mit der Zukunft des Spieledesigns im weitesten Sinne befasste und einige der inspirierendsten Stimmen, die in, um und außerhalb der Spieleindustrie arbeiten, präsentierte. Die Veranstaltung wurde von Toby Barnes und Jon Weinbren geleitet, kuratiert und produziert. Es gibt Pläne für eine Neuauflage, die sich mit dem Zusammenspiel und den Überschneidungen zwischen Games, Film, Fernsehen, Theater und anderen kreativen Industrien befassen wird.
Ebenfalls 2007 bot die London Games Skills Week eine einwöchige Reihe von Seminaren an, um neue Talente aus einem breiten Spektrum kreativer Disziplinen für die Spieleindustrie zu gewinnen. Ein Pop-up Games Fringe Cafe und eine Drop-in Lounge wurden in der Soho TV- und Postproduktions-Trainingseinrichtung 01zero-one eingerichtet, die allen Festivalbesuchern offen stand. 01zero-one beherbergte auch die ZeroGamer-Ausstellung, die "...Spiele, die sich selbst spielen, Videodokumente von In-Game-Performance, Game-Engine-Experimente und anspruchsvolle Dokumentationen über Gameplay" zeigte.